# 윤장호
윤장호(尹章豪, 1980년 9월 21일 - 2007년 2월 27일)는 대한민국의 군인으로 아프가니스탄 다산 부대에 통역병으로 근무중, 2007년 2월 27일 바그람 공군기지 폭탄테러로 전사하였다. 그의 사망은 베트남 전쟁 이후 해외파병에서 적대세력에 의한 첫 번째 대한민국 장병의 인명피해로 기록되었다.

## 생애
1994년 서울특별시 강서구 내발산 초등학교를 졸업한 뒤 덕원 중학교 재학중 미국으로 출국, 미국 뉴욕에서 중학교와 고등학교를 졸업하였으며, 1997 Bill Clinton 대통령상을 받았다. 그 후 인디애나 대학교 블루밍턴 주립 경영대학에서 국제경영, 국제금융, 회계학 학사졸업후 켄터키주 남침례 신학대학원(The Southern Baptist Theological Seminary) 재학 중에 군입대를 위해 2004년 12월 귀국하여 이듬해 2005년 6월 입대했다. 2006년 7월 육군특수전사령부 정보처에 전입하였으며 2006년 9월 다산부대 민사반 통역병으로 아프가니스탄으로 파견되었다.
2007년 2월 27일 오전 10시 20분(한국시간 오후 4시경) 아프가니스탄 카불 북동쪽 65 킬로미터 떨어진 미군의 공군기지인 바그람 기지 정문에서 2명이 연이어 자폭하는 자살폭탄테러가 일어났다. 바그람 기지에는 한국군의 공병부대인 다산 부대와 의무부대 동의부대가 주둔 중이었으며 당시 정보작전과 소속인 윤장호 병장은 통역임무를 맡아 현지인 기술교육안내를 위해 인솔차 정문쪽에 있었다. 이 사고로 윤장호를 비롯하여 23명이 사망하고 20명이 부상당했는데, 이는 딕 체니 미국 부통령의 방문에 즈음하여 그를 노린 빈 라덴이 기획한 탈레반의 테러활동으로 추측되고 있다.
2007년 3월 5일 그의 유해가 고국으로 돌아와 영결식이 치러졌다. 합동참모본부는 윤장호를 하사로 1계급 특진시키고 인헌무공훈장을 추서하였다. 또한 군인연금법 시행령에 따라 유가족은 보훈연금과 대위와 소령사이의 대우에 해당하는 특별 사망보상금을 받게 하였다.

## 같이 보기
- 다산 부대
- 바그람 공군기지 폭탄테러